# Stefan Angelov
Stefan Angelov, född 7 januari 1947 i Bulgarien, död 21 december 2019, var en bulgarisk brottare som tog OS-brons i lätt flugviktsbrottning i den grekisk-romerska klassen 1972 i München och därefter OS-brons på nytt fyra år senare 1976 i Montréal.